# Нінурта-Тукульті-Ашшур
Нінурта-Тукульті-Ашшур — цар Ассирії, який правив упродовж нетривалого періоду приблизно у другій половині XII століття до н. е.

## Правління
Невдовзі після сходження на престол, в результаті нетривалої боротьби Нінурта-Тукульті-Ашшур поступився престолом своєму брату Мутаккіль-Нуску. Після цього він був засланий до Вавилонії. За часів його володарювання до Вавилона була повернута священна статуя Мардука, вивезена Тукульті-Нінуртою I 1223 року до н. е.